# Дика штучка (фільм, 2010)
«Дика штучка» (англ. Wild Target) — кримінальна комедія 2010 року з Біллом Наї і Емілі Блант у головних ролях.

## Сюжет
Віктор Мейнард — найманий убивця-самітник, який спілкується лише зі своєю мамою, продовжує сімейну лінію професійних убивць. Він бере контракт на вбивство Роуз, шахрайки, якій вдається продати Фергюсону, гангстеру-мільярдеру, підробку картини Рембрандта, намальовану її другом у відділі реставрації Національної галереї.
Віктор втрачає кілька можливостей вбити її, нарешті повністю відмовляючись від спроби, оскільки закохується в свою жертву.

## В ролях
| Актор          | Роль                     |
| -------------- | ------------------------ |
| Білл Наї       | Віктор Мейнард           |
| Емілі Блант    | Роуз                     |
| Руперт Ґрінт   | Тоні                     |
| Ейлін Аткінс   | Луїза Мейнард            |
| Руперт Еверетт | гангстер Фергюсон        |
| Мартін Фріман  | Гектор Діксон            |
| Грегор Фішер   | Майк, помічник Фергюсона |
| Джефф Белл     | Фабіан, партнер Діксона  |